# Non qui, non altrove
Non qui, non altrove è il romanzo d'esordio dello scrittore statunitense Tommy Orange. Il romanzo è stato accolto favorevolmente dalla critica: finalista per il Premio Pulitzer per la narrativa 2019, è stato premiato con la medaglia d'oro per la narrativa dai California Book Awards.

## Trama
Nelle settimane che precedono il Big Oakland Powwow, un gruppo di persone con origini native americane che vivono a Oakland si preparano a parteciparvi.
Il romanzo raccoglie le vite di personaggi accomunati dalla propria etnia. Tony Loneman vuole derubare il powwow perché si vergogna del suo viso che è stato danneggiato a causa della sindrome alcolica fetale. Octavio Gomez è uno spacciatore di droga. Dene Oxendene sta cercando di onorare suo zio recentemente scomparso raccogliendo storie di altri nativi americani che vivono a Oakland per un film documentario. Opal Viola Victoria Bear Shield anche la sua sorellastra Jacquie Red Feather e i nipoti culturalmente alla deriva di Jacquie, Orvil, Lony e Loother, lottano per capirsi l'un l'altro.
Mentre il powwow si avvicina, Octavio pianifica con Calvin Johnson e suo fratello Charles come rubare decine di migliaia di dollari in premi in denaro dal powwow. Calvin fa parte del comitato e fornisce preziose informazioni privilegiate.
Jacquie va a una conferenza professionale ad Albuquerque mentre cerca di mantenere la sua sobrietà. Si riconnette con Harvey, il padre del bambino che ha dato in adozione molto tempo fa, e vanno a Oakland insieme. Nel frattempo, Dene Oxendene ottiene finanziamenti per il suo progetto di narrazione sui nativi americani che vivono a Oakland e non vede l'ora di realizzare il sogno di suo zio al powwow.
Il quattordicenne Orvil Red Feather impara a conoscere la cultura nativa da YouTube ed è entusiasta di partecipare a una competizione di danza al powwow. Nel frattempo, Edwin Black si unisce al comitato powwow dopo essersi assicurato uno stage presso l'Indian Center al fine di connettersi con suo padre naturale, Harvey, che potrebbe frequentare il powwow. Blue riflette sui suoi abusi passati da parte del suo ex marito Paul e su come li ha superati come organizzatrice di comunità nativa.
Al powwow, tutti sono in uno stato d'animo festoso e non vedono l'ora di divertirsi. Orvil partecipa a una esibizione di danza. Si rende conto che attraverso la danza, può connettersi con i suoi familiari che sono lì all'evento poiché riunisce le persone. Thomas Frank, un bidello alcolizzato che è stato recentemente licenziato dal suo lavoro presso l'Indian Center per aver bevuto in servizio, ha un'altra possibilità quando gli viene chiesto di suonare musica durante una delle danze. Edwin incontra Harvey (il suo padre naturale) e Blue riconosce la sua amica Jacquie come sua madre naturale anche se non dice nulla al riguardo perché è troppo timida e nervosa per farlo. Tony Loneman indossa abiti tradizionali mentre sale sul treno BART (Bay Area Rapid Transit) che conduce al powwow. Questo gli fa presentire che le cose possono ancora cambiare per lui ora che ha scelto di non bere più o usare droghe dopo aver ricevuto aiuto dalle riunioni degli Alcolisti Anonimi.
Daniel Gonzales, cugino adolescente di Octavio, ha usato la sua stampante 3D per creare diverse pistole di plastica e le ha vendute a Octavio. Daniel ha intenzione di osservare la rapina facendo volare un drone che ha costruito sopra il Colosseo. Quando Carlos tenta un furto, i ladri iniziano a sparare; tuttavia, nella sparatoria sono coinvolti molti spettatori innocenti. Mentre Calvin viene ucciso insieme a Charles e Thomas mentre Tony giace morente dopo aver messo fine alle sparatorie uccidendo Charles, Tony si sente come se fosse stato finalmente rilasciato dalla sua prigione corporea. Sente gli uccelli cantare sopra la testa mentre la sua coscienza si affievolisce nell'oscurità.